# Nemoura cambrica
Nemoura cambrica är en bäcksländeart som beskrevs av Stephens 1836. Nemoura cambrica ingår i släktet Nemoura och familjen kryssbäcksländor. Inga underarter finns listade i Catalogue of Life.